# 加西姆村惨案
加西姆村惨案發生於1956年10月29日，地點是以色列阿拉伯人村莊加西姆村。以色列邊境警察殺害了49名巴勒斯坦平民，其中包括19名男子、6名婦女和23名兒童。在西奈戰爭前夕，以色列軍隊於29日上午對該村實施宵禁，一些外出且不知道宵禁的村民返回村莊後遭到屠殺。
從1949年到1966年，阿拉伯公民被以色列視為敵對群體。1956年10月29日，以色列軍隊下令對當時以色列和約旦西岸事實上的邊界綠線附近的所有阿拉伯村莊實行戰時宵禁。參與槍擊的邊境警察被審判並被判有罪，並被判處7至17年不等的監禁。該旅指揮官被判支付10普魯托（舊以色列分）的象徵性罰款。以色列法庭認定殺害平民的命令「公然違法」。然而，所有受刑人後來都得到了減刑，其中一些人也獲得了總統赦免。1959年11月，所有罪犯均已獲釋。其中兩名罪犯後來獲得晉升：什穆埃爾·馬林斯基（Shmuel Malinksi）被任命為內蓋夫核子研究中心負責人，加布里埃爾·達漢（Gabriel Dahan）)被任命為拉姆拉市“阿拉伯事務”負責人。
2007年12月，以色列總統希蒙·佩雷斯正式為大屠殺道歉。2021年10月，共同名單提出正式承認大屠殺的法案在議會被否決。